# Uranotaenia hystera
Uranotaenia hystera är en tvåvingeart som beskrevs av Dyar och Frederick Knab 1913. Uranotaenia hystera ingår i släktet Uranotaenia och familjen stickmyggor. Inga underarter finns listade i Catalogue of Life.